# 安芸の宮島 (水森かおりの曲)
「安芸の宮島」（あきのみやじま）は、2009年4月1日に発売された水森かおりの17枚目のシングル。

## 解説
- 連続初登場TOP10入りの記録を6作連続に更新。
- 第51回日本レコード大賞優秀作品賞受賞。
- 第60回NHK紅白歌合戦へ7年連続7回目の出場を果たし歌唱。

## 収録曲
1. 安芸の宮島 (4:47)
作詞：仁井谷俊也／作曲：弦哲也／編曲：前田俊明
2. 安芸の宮島（オリジナル・カラオケ） (4:47)
3. 安芸の宮島（半音下げカラオケ） (4:47)
4. 安芸の宮島（半音下げカラオケ・ガイドメロ入り） (4:47)
5. 雨の修善寺 (4:48)
作詞：下地亜記子／作曲：弦哲也／編曲：伊戸のりお
6. 雨の修善寺（オリジナル・カラオケ） (4:48)
7. 雨の修善寺（半音下げカラオケ） (4:48)
8. 雨の修善寺（半音下げカラオケ・ガイドメロ入り） (4:48)

## 収録アルバム
- 『歌謡紀行VII 〜安芸の宮島〜』（2009年9月16日）